# Jurij Schimonsky
Jurij Schimonsky, nemško-poljski jezuit in pedagog, * januar 1613, Twardo-Góra, † 17. julij 1658, Gradec.
Bil je rektor Jezuitskega kolegija v Ljubljani med 18. januarjem 1654 in 12. julijem 1657.